# GTR 2 – FIA GT Racing Game
GTR 2 – FIA GT Racing Game lub GTR 2 – gra traktująca o wyścigach samochodowych stworzona przez szwedzkie studio SimBin Studios. Wydana przez Atari 18 września 2006 roku.

## Rozgrywka
GTR 2 – FIA GT Racing Game to symulator wyścigów samochodowych. Gra zawiera 140 dokładnie odwzorowanych samochodów włączając w to wszystkie samochody klas GT i NGT oraz 34 prawdziwe obiekty historyczne jak i te współczesne. Wszystko zostało przygotowane w oparciu o oficjalne porozumienie z FIA. Silnik graficzny GTR 2 został przebudowany. Wyposażono go w pełne wsparcie dla DirectX 9. Ulepszenia obejmują między innymi: generowanie się efektów pogodowych, wytwarzanie wrażenia "mokrego asfaltu" czy dynamicznie zmieniające się światła (także te samochodowe). W grze zastosowano technologię LiveTrack, która aktywnie kontroluje zmiany w nawierzchni trasy wpływając na zachowanie się pojazdów. Ulepszono oprawę dźwiękową – odgłosy silnika każdego z występujących w grze samochodów zostały nagrane, zmodyfikowane a następnie przeniesione do kodu gry.
Gra oferuje tryb gry wieloosobowej poprzez LAN, TCP/IP lub internetowy Lobby.